# Helgicirrha cari
Helgicirrha cari är en nässeldjursart som först beskrevs av Ernst Haeckel 1864.  Helgicirrha cari ingår i släktet Helgicirrha och familjen Eirenidae. Inga underarter finns listade i Catalogue of Life.